# James Posey
Pour les articles homonymes, voir Posey.
James Posey, né le 13 janvier 1977 à Cleveland, est un joueur puis entraîneur américain de basket-ball.

## Carrière

### Débuts
James Posey commence sa carrière à la Chamberlin High School à Twinsburg dans l'Ohio puis entre à l'université Xavier en 1995. À la fin de son cursus il est drafté par les Nuggets de Denver à la 18e place en 1999. Il est élu dans la All-Rookie Second Team à la fin de sa première saison. Il joue trois années à Denver avant d'être transféré aux Rockets de Houston lors d'un échange avec les 76ers de Philadelphie où il termine la saison 2002-2003 ; il signe l'année suivante en tant qu'agent libre aux Grizzlies de Memphis.

### Premier titre avec Miami
Le 2 août 2002, il est impliqué dans le plus grand transfert de l'histoire de la NBA, incluant 13 joueurs et 5 équipes, notamment Antoine Walker, Eddie Jones et Jason Williams. Il atterrit alors au Heat de Miami, équipe avec laquelle il remporte le titre NBA en 2006. Réputé par sa défense et cantonné dans un rôle de sixième homme, le rôle qui lui est dévolu est notamment la défense sur les meilleurs tireurs adverses.

### Second titre avec Boston
Lors de l'intersaison 2007-2008, il signe comme agent libre pour les Celtics de Boston et remporte une nouvelle fois le titre en 2008. Il rejoint les Hornets de la Nouvelle-Orléans 16 août 2008 pour un contrat de quatre ans, mais est transféré aux Pacers de l'Indiana le 11 août 2010.
Posey est généralement remplaçant, très bon défenseur et bon tireur à trois points. Il défendit sur Kobe Bryant lors des Finales NBA 2008 lorsque Paul Pierce et Ray Allen étaient tous deux sur le banc. Sa défense fut un atout majeur ainsi que ses tirs à trois points pris au bon moment.

## Palmarès
- Médaillé d'or aux Goodwill Games à New York City avec la sélection américaine en 1998[1].
- All-Rookie Second Team en 2000[2]
- Champion NBA en 2006 avec le Heat de Miami
- Champion NBA en 2008 avec les Celtics de Boston